# Muehlenbeckia sagittifolia
Muehlenbeckia sagittifolia é uma espécie de planta com flor pertencente à família Polygonaceae. 
A autoridade científica da espécie é (Ortega) Meisn., tendo sido publicada em Plantarum vascularium genera secundum ordines ... 2: 227. 1841.

## Portugal
Trata-se de uma espécie presente no território português, nomeadamente em Portugal Continental, no Arquipélago dos Açores e no Arquipélago da Madeira.
Em termos de naturalidade é introduzida nas três regiões atrás referidas.

## Protecção
Não se encontra protegida por legislação portuguesa ou da Comunidade Europeia.